# 대한민국 원 (1945년-1953년)
대한민국 원(圓)은 1945년 8월 16일부터 1953년 2월 16일까지 통용되던 대한민국의 화폐이다. 1950년 6월 11일까지는 조선은행권으로, 1950년 6월 12일부터는 한국은행권으로 발행되었다. 화폐 가치는 일제강점기에 쓰이던 조선 엔과 같다. 1953년 2월 15일의 '긴급통화조치'에 따라 같은 해 2월 17일부터 대한민국 환으로 화폐단위가 변경되었다. (교환비율 100:1)

## 화폐
|  |  | 100 원  |
|  |  | 500 원  |
|  |  | 1000 원 |
|  |  |         |

## 같이 보기
- 대한민국의 경제
- 대한민국의 역사